# Baclayon
Baclayon è una municipalità di quinta classe delle Filippine, situata nella Provincia di Bohol, nella Regione del Visayas Centrale.
Baclayon è formata da 17 baranggay:
- Buenaventura
- Cambanac
- Dasitam
- Guiwanon
- Landican
- Laya
- Libertad
- Montana
- Pamilacan
- Payahan
- Poblacion
- San Isidro
- San Roque
- San Vicente
- Santa Cruz
- Taguihon
- Tanday